# Simbranquiformes
Els Simbranquiformes (Synbranchiformes) són un ordre de peixos acantopterigis de la infraclasse dels teleostis.

## Taxonomia
Estan dividits en les següents famílies:
Segons ITIS:
- subordre Mastacembeloidei
  - família Chaudhuriidae
  - família Mastacembelidae
- subordre Synbranchoidei
  - família Synbranchidae

Segons FishBase:
- família Chaudhuriidae
- família Mastacembelidae
- família Synbranchidae